# Västgötalagens kungalängd
Västgötalagens kungalängd finns bevarad i handskrift KB B 59, som även innehåller Äldre Västgötalagen samt en rad texter av stort historiskt intresse. Handskriften är skriven under 1280-talet och förvaras nu i Kungliga biblioteket.  Den så kallade Vidhemsprästen antas ha ägt denna handskrift och har utökat den med egna anteckningar, bland annat tre tillägg från omkring 1240, en kungalängd, en längd över biskoparna i Skara stift och en lagmanslängd för Västergötland. Eftersom längden även innehåller kortfattade upplysningar om de olika kungarna menade Sverker Bolin att det vore riktigare att benämna den "krönika".

## Datering
Förutom kungalängden innehåller B 59 även längder över Västergötlands lagmän och biskopar. De tre längderna  är troligen författade strax före mitten av 1200-talet, en datering som grundas på att man känner till att de sist uppräknade ämbetsinnehavarna dör under årtiondena före 1250. Skulle de författats långt senare är det rimligt att den som skapat dem skulle lagt till mer sentida namn. Den äldsta avskriften dyker upp i B 59 och torde vara från tiden omkring 1325. Av biskops- och lagmanslängden finns inga ytterligare medeltida avskrifter, men av kungalängden finns ytterligare en avskrifter, i D 4 från förra hälften av 1400-talet och en latinsk översättning i A 8 från 1340-talet. Dessa varianter skiljer sig något från texten i B 59, men historieskildringen är i det stora ganska likartad

## Krönikans historicitet
Kungakrönikan har varit föremål för historieskrivarnas intresse åtminstone sedan 1400-talet och har lagts till grund för otaliga historiska framställningar av Sveriges historia för tiden mellan cirka 1000 och 1222.Det är till exempel härifrån våra äldsta berättelser om Olof Skötkonungs dop i Husaby kommer, liksom om Erik den heliges martyrskap och hur Sverker d.y. stupade i Gestillren. En gång i tiden stod forskarna ganska okritiska inför kungakrönikan och plockade oreflekterat de uppgifter som fanns. I och med den moderna källkritikens genombrott under årtiondena kring 1900 började dock även krönikans uppgifter undersökas kritiskt. Den som stod för den allra skarpaste analysen var Sture Bolin 1931 där han visade att olika delar i krönikan har olika grader av tillförlitilighet. När det gäller de första kungarna menar han att författaren till krönikan haft mycket dåliga kunskaper att utgå ifrån. En del kunganamn är överhoppade, berättelserna om en del kungar är förvridna och möjligen är någon kung påhittad eller åtminstone hans namn. Först för tiden från mitten av 1100-talet och cirka 100 år framåt i tiden har krönikören haft bättre faktagrund att stå på. Därmed inte sagt att krönikans uppgifter för denna tid skall uppfattas som rena objektiva fakta - Bolin pekar t.ex. på att där finns en tendens som är mer välvilligt inställde till kungar ur den sverkerska ätten än till kungar ur den erikska ätten.

## Sammanfattning av kungalängden
Kungalängden redovisar namn och andra uppgifter på 17 kungar. Här nedan återges en sammanfattning. Längdens källvärde är omtvistat då källorna till Vidhemsprästens anteckningar är helt okända.
1. Olof Skötkonung, beskrivs som den första kristna kungen.
2. Emund Kolbränna, som fått sitt tillnamn efter sin vana att bränna ned hus
3. Emund Slemme, som var svår att ha att göra med i rättssaker.
4. Håkan Röde, född och begravd i Levene
5. Stenkil, som var omtyckt av västgötarna. Han var stark och en god bågskytt.
6. Inge den äldre Stenkilsson, som var hjältemodig och följde lagarna i varje landskap.
7. Halsten Stenkilsson, Inges bror, som var duglig och godlynt och saknad efter sin död.
8. Filip Halstensson, Halstens son, som drog fördel av Inges och Halstens goda styre, men som också själv följde lagen.
9. Inge den yngre Halstensson, Filips bror. Ännu en god konung som dock dräptes med gift i Östergötland.
10. Ragnvald Knaphövde, som skymfade västgötarna genom att rida till Karleby (eriksgata) utan gisslan och därför blev dräpt. I Västergötland styrde då goda lagmän och landshövdingar.
11. Sverker d.ä., son till Cornube i Östergötland. Han blev mördad på väg till julottan av sin tjänare och gravlades i Alvastra kloster som han själv låtit bygga.
12. Erik den helige, som lät bygga en domkyrka. Han mördades och gravlades i Uppsala.
13. Karl Sverkersson, Sverker den äldres son. Han styrde Sverige väl, dräpte kung Magnus, föll själv på Visingsö och gravlades i Alvastra. Hans unge son Sverker fördes i säkerhet i Danmark.
14. Magnus Henriksson. (Se även Slaget vid Örebro.)
15. Knut Eriksson, tog makten genom att dräpa Karl Sverkersson och två andra kungar. Efter många strider blev det fred och han styrde gott i 23 år. Han dog i Gäsene och gravlades i Varnhem.
16. Sverker d.y. Karlsson, var en god kung, och en rask och god kämpe. Han föll vid Gestilren för en folkung som var hans egen måg. Han gravlades i Alvastra.
17. Erik Knutsson, var i Norge i tre år innan han vann Sverige åt sig. Han var kung i sju goda år och dog i sin egen säng på Visingsö. Han gravlades i Varnhem.
18. Johan Sverkersson, blev kung vid unga år, regerade i tre år och dog i sin säng på Visingsö. Han gravlades i Alvastra.

## Utgåvor
Den västgötska kungalängden återfinns på fol. 49 r. till 50 r. i Cod. Holm. B 59 och har vid ett flertal tillfällen avtryckts. Ett av de bästa exemplen är i Colin & Schyters Sveriges Gamla Lagar del I från 1827, tillsammans med Natanael Beckmans återgivning av krönikorna i Ur vår äldsta bok från 1912. Så sent som 2011 kom en ny utgivning av hela handskriften, både i faksimil och med moderna tryckbokstäver i Per-Axel Wiktorssons utgivning av Äldre Västgötalagen och dess bilagor i Cod. Holm. B 59. Wiktorsson företar sig också att översätta den medeltida texten till modern svenska. Vid en läsning av kungakrönikan bidrar alla dessa tre böcker till en tydligare förståelse - Wiktorssons trogna återgivning av den medeltida texten, Colin & Schlyters förklarande ordlista och Beckmans kommentarer.